# Landtagswahlkreis Zwettl
Der Wahlkreis Zwettl (Wahlkreis 20, bis zur Auflösung des Bezirks Wien-Umgebung mit 1. Jänner 2017 Wahlkreis 21) ist ein Wahlkreis in Niederösterreich, der den politischen Bezirk Zwettl umfasst. Bei der Landtagswahl 2008 ging die Österreichische Volkspartei (ÖVP) mit 69,96 % als stärkste Partei hervor. Von den maximal zwei zu vergebenden Grundmandaten konnte die ÖVP ein Grundmandat für sich verbuchen, von den anderen Parteien erzielte keine ein Grundmandat.

## Geschichte
Niederösterreich war bis 1992 in vier Wahlkreise unterteilt, wobei der Bezirk Zwettl zum Landtagswahlkreis Viertel ober dem Manhartsberg gehörte. Mit der Landtagswahlordnung 1992 wurde die Zahl der Wahlkreise auf 21 erhöht und der Bezirk Zwettl zu einem eigenen Wahlkreis erhoben. Seit der Schaffung des Wahlkreises erzielte die ÖVP bei jeder Wahl die absolute Mehrheit und erreichte immer eines der zwei möglichen Grundmandate.

## Wahlergebnisse
| Landtagswahlen im Wahlkreis Zwettl | Landtagswahlen im Wahlkreis Zwettl | Landtagswahlen im Wahlkreis Zwettl | Landtagswahlen im Wahlkreis Zwettl | Landtagswahlen im Wahlkreis Zwettl | Landtagswahlen im Wahlkreis Zwettl | Landtagswahlen im Wahlkreis Zwettl | Landtagswahlen im Wahlkreis Zwettl | Landtagswahlen im Wahlkreis Zwettl |
| ---------------------------------- | ---------------------------------- | ---------------------------------- | ---------------------------------- | ---------------------------------- | ---------------------------------- | ---------------------------------- | ---------------------------------- | ---------------------------------- |
| Wahltermin                         | GM                                 |                                    | ÖVP                                | SPÖ                                | FPÖ                                | GRÜNE                              | Sonstige                           |                                    |
| 16. Mai 1993                       |                                    | Stimmenanteile (%)                 | 64,07                              | 20,86                              | 11,22                              | 2,31                               | 1,54                               |                                    |
| 16. Mai 1993                       | 2                                  | Grundmandate                       | 1                                  | 0                                  | 0                                  | 0                                  | 0                                  |                                    |
| 22. März 1998                      |                                    | Stimmenanteile (%)                 | 61,85                              | 17,63                              | 14,86                              | 3,32                               | 2,35                               |                                    |
| 22. März 1998                      | 2                                  | Grundmandate                       | 1                                  | 0                                  | 0                                  | 0                                  | 0                                  |                                    |
| 30. März 2003                      |                                    | Stimmenanteile (%)                 | 69,04                              | 20,09                              | 4,75                               | 5,07                               | 1,05                               |                                    |
| 30. März 2003                      | 2                                  | Grundmandate                       | 1                                  | 0                                  | 0                                  | 0                                  | 0                                  |                                    |
| 9. März 2008                       |                                    | Stimmenanteile (%)                 | 69,96                              | 15,55                              | 7,78                               | 4,52                               | 2,19                               |                                    |
| 9. März 2008                       | 2                                  | Grundmandate                       | 1                                  | 0                                  | 0                                  | 0                                  | 0                                  |                                    |
| 3. März 2013                       |                                    | Stimmenanteile (%)                 | 64,65                              | 13,66                              | 8,49                               | 5,41                               | 7,79                               |                                    |
| 3. März 2013                       | 2                                  | Grundmandate                       | 1                                  | 0                                  | 0                                  | 0                                  | 0                                  |                                    |
| 28. Jänner 2018                    |                                    | Stimmenanteile (%)                 | 63,39                              | 13,07                              | 15,65                              | 4,34                               | 3,55                               |                                    |
| 28. Jänner 2018                    | 2                                  | Grundmandate                       | 1                                  | 0                                  | 0                                  | 0                                  | 0                                  |                                    |
| 29. Jänner 2023                    |                                    | Stimmenanteile (%)                 | 48,95                              | 10,85                              | 29,68                              | 5,32                               | 5,19                               |                                    |
| 29. Jänner 2023                    | 2                                  | Grundmandate                       | 1                                  | 0                                  | 0                                  | 0                                  | 0                                  |                                    |